# فيك بانكس
فيك بانكس (بالإنجليزية: Vic Banks)‏ هو لاعب دوري الرغبي نيوزيلندي، ولد في 9 فبراير 1889، وتوفي في 12 أكتوبر 1972.